# Augustin Bonnetty

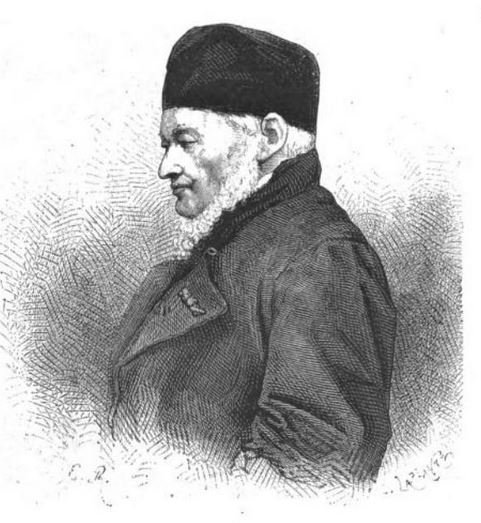
Augustin Bonnetty (1879)

Augustin Bonnetty (* 11. Mai 1798 in Entrevaux; † 26. März 1879 in Paris) war ein französischer Theologe, Philosoph und Journalist.

## Leben und Werk
Augustin Bonnetty studierte ab 1815 am Priesterseminar in Digne, war aber nach Abschluss zu jung für die Priesterweihe und verzichtete schließlich darauf. Über Marseille ging er 1825 nach Paris und gründete dort 1830 das Organ Annales de philosophie chrétienne, das er fast 50 Jahre lang herausgab und mit dem er erheblichen Einfluss auf das französische Geistesleben seiner Zeit nahm.
Der Untertitel der Zeitschrift lautete übersetzt: Periodikum mit dem Ziel, alles bekannt zu machen, was von den Humanwissenschaften, insbesondere von der Geschichtswissenschaft, der Archäologie, der Astronomie, der Geologie, der Naturwissenschaft, der Botanik, der Physik, der Chemie, der Anatomie, der Physiologie, der Medizin und der Rechtswissenschaft an Beweisen und Entdeckungen zur Stützung des Christentums beinhaltet wird.
Bonnettys ständiges Bemühen galt der geistigen Untermauerung des traditionellen katholischen Glaubens, was ihm von Seiten des Vatikans den Vorwurf des Traditionalismus einbrachte. 1837 übernahm er noch die Leitung der Zeitschrift L’Université catholique und betreute sie bis 1856. Dann ging sie in den Annales auf.
Bonnetty gehörte zu den wichtigsten Stützen des großen Publikationswerkes des Abbé Migne.